# Tancep
Tancep is een bestuurslaag in het regentschap Gunung Kidul van de provincie Jogjakarta, Indonesië. Tancep telt 5539 inwoners (volkstelling 2010).